# Cimarron River (Gunnison River)
Der Cimarron River ist ein kurzer Nebenfluss des Gunnison River im US-Bundesstaat Colorado.
Die Mündung befindet sich in der Curecanti National Recreation Area, wo der Fluss von einer im National Register of Historic Places gelisteten Trestle-Brücke der Denver and Rio Grande Western -Eisenbahn überquert wird.